# トリスタン・ホットスポット
トリスタン・ホットスポット（英語、Tristan hotspot）とは、大西洋中央海嶺付近にあるとされるホットスポットの1つである。

## 地形との関係

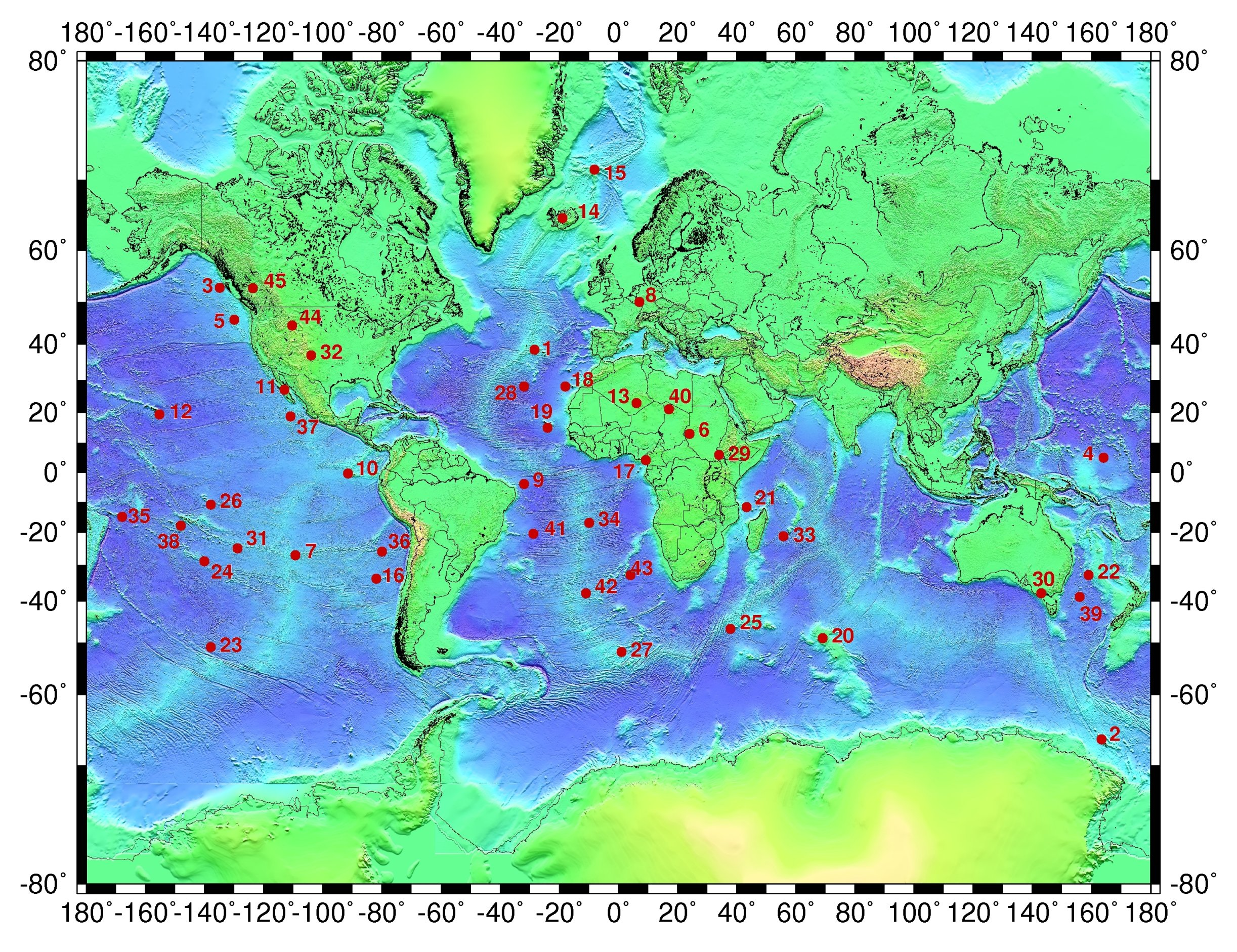
地球上のホットスポットの位置。Tristan hotspotは地図上の42番である。

トリスタン・ホットスポットはトリスタンダクーニャの島々を、アフリカプレートの上に形成したと考えられている。なお、ゴフ島とトリスタンダクーニャの島などの関係が、プレートの運動とホットスポットの位置などから明確に説明できるかどうかについては、21世紀初頭の段階においては、未だに議論がある。
ウォルビス海嶺に関しては、この生成にトリスタン・ホットスポットが関わっているとする説もあれば、大西洋中央海嶺の活動による結果との説もある。